# Pallacanestro Cantù
El Pallacanestro Cantù és un club de bàsquet de la ciutat de Cantú a Itàlia.
Tot i ser un club d'una ciutat de només 35.000 habitants, Cantú, a la Llombardia, el Pallacanestro Cantù és un dels clubs de bàsquet amb un palmarès més brillants a Itàlia. Va ser fundat el 1936 per Mario Broggi i Angiolino Polli. En el seu palmarès cal destacar dues Copes d'Europa, quatre Recopes i quatre Copes Korac. El club ha sigut normalment conegut pels nom dels seus patrocinadors. Alguns d'ells han estat: Oransoda, Forst, Gabetti, Squibb, Ford, Jolly Colombani, Arexons, Clear, Polti, Oregon Scientific o Vertical Vision.

## Palmarès
- 2 Copa d'Europa de bàsquet: 1981-82, 1982-83.
- 4 Recopa d'Europa de bàsquet: 1976-77, 1977-78, 1978-79, 1980-81.
- 4 Copa Korac: 1972-73, 1973-74, 1974-75, 1990-91.
- 2 Mundial de Clubs de bàsquet: 1974-75, 1981-82.
- 3 Lliga italiana de bàsquet: 1967-68, 1974-75, 1980-81.
- 1 Supercopa italiana de bàsquet: 2003-04.

## Jugadors històrics
- Pierluigi Marzorati
- Charlie Recalcati
- Antonello Riva
- Dan Gay